# Super Monkey Ball: Touch & Roll
Super Monkey Ball: Touch & Roll ist ein Geschicklichkeitsspiel für Nintendo DS. Es erschien 1. Dezember 2005 in Japan und am 21. Februar 2006 kam das Spiel in den Vereinigten Staaten. In Europa kam das Spiel am 17. Februar 2006 heraus. Es ist Teil der Super-Monkey-Ball-Spiele.

## Spielprinzip
Wie bei den vorherigen von Super Monkey Ball besteht das Ziel von dem Spiel, das Ziel zu erreichen, bevor die Zeit abgelaufen ist. Super Monkey Ball: Touch & Roll bietet zwei verschiedene Modi. Es gibt das Hauptspiel und ein Party-Modus. Das Hauptspiel hat zwölf verschiedene Welten. Außerdem gibt es einen Herausforderungsmodus und einen Übungsmodus. Der Party-Modus beinhaltet sechs Minispiele. Es gibt die Spiele Rennen, Krieg, Bowling, Airhockey, Golf und Kampf.

## Rezeption
Super Monkey Ball: Touch & Roll bekam durchschnittliche Kritiken. Laut Metacritic, bekam das Spiel eine Punktzahl von 63/100.